# 브라스키궁

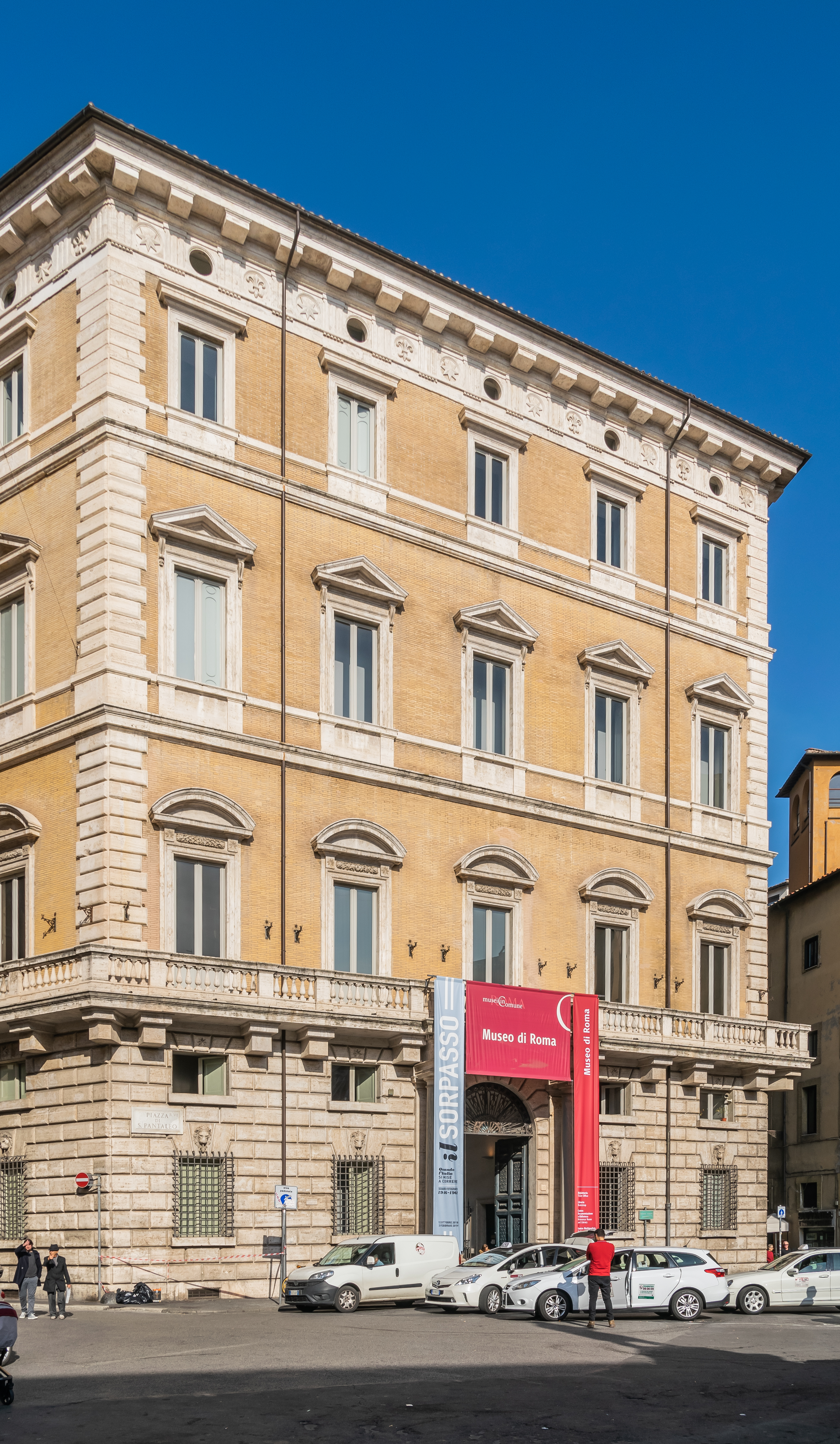
브라스키궁

브라스키궁(이탈리아어: Palazzo Braschi)은 이탈리아 로마에 있는 궁전이다. 신고전주의 궁전으로, 현재는 중세부터 19세기까지 로마의 역사를 다루는 로마 박물관이 들어서 있다.